# Philippe Léotard
Philippe Léotard (Nice, 28 augustus 1940 - Parijs, 25 augustus 2001) was een Frans acteur.

## Leven en werk

### Afkomst en opleiding
Léotard groeide aan de Côte d'Azur op als de zoon van een hoge ambtenaar en politicus die later (1959-1971) burgemeester van Fréjus werd. Tijdens zijn kindertijd en zijn jeugd werd hij getroffen door acuut reuma waardoor hij langdurig het bed moest houden. Zo had hij de gelegenheid om veel te lezen en op die manier ontstond zijn passie voor literatuur.
In 1958 trad Léotard toe tot het Vreemdelingenlegioen maar hij bleef er niet lang. Aan de Sorbonne behaalde hij een diploma in de letteren.

### Toneel
In 1964 stichtte hij samen met toneelregisseuse Ariane Mnouchkine het Théâtre du Soleil. Hij adapteerde een aantal werken voor het toneel voor Mnouchkine vooraleer in 1970 over te stappen naar het TNP (Théâtre national populaire). Hij combineerde zijn toneelactiviteiten met het leraarschap tot in 1968.

### Filmcarrière

#### Debuutjaren
In de filmwereld debuteerde Léotard met bijrollen voor Claude Sautet, François Truffaut en Yves Boisset.
Léotard had zijn doorbraak te danken aan Avoir vingt ans dans les Aurès van de politiek geëngageerde en geïnspireerde cineast René Vautier die hem de hoofdrol toevertrouwde. Léotard vertolkte er een luitenant die zijn commando onschuldige en onervaren soldaten opleidt tot moordmachines ten tijde van de Algerijnse Oorlog. Dit controversieel oorlogsdrama ontving in 1972 de Prix de la critique internationale op het Filmfestival van Cannes.

#### Topperiode
De jaren 1974-1984 vormden het hoogtepunt van Léotards filmcarrière. De misdaadfilm Le Chat et la Souris (Claude Lelouch, 1975) leverde hem een eerste succes op in de rol van de collega-inspecteur van Serge Reggiani. Léotard vertolkte later meermaals een politie-inspecteur, een rol die hem, net zoals de rol van crimineel, op het lijf was geschreven. Een jaar later castte Lelouch hem opnieuw in zijn drama Le Bon et les Méchants.
De politiek geëngageerde politiefilm Le Juge Fayard dit Le Shériff (1977) waarin Léotard een inspecteur speelde, oogstte heel wat commercieel en kritisch succes. In Bertrand Taverniers psychologisch drama Une semaine de vacances (1980) was Léotard de huisdokter van een overwerkte lerares, gespeeld door zijn toenmalige partner Nathalie Baye.
In de misdaadthriller Le Choc (1982) was hij samen met zijn vrouw Catherine Deneuve de uitbater van een kalkoenkwekerij waar huurmoordenaar Alain Delon onderduikt. Datzelfde jaar gaf hij gestalte aan een pooier in de misdaadfilm La Balance (1982), een kaskraker. Hij kreeg er de César voor beste acteur voor. Het jaar daarop maakte hij deel uit van de cast van het drama Tchao Pantin, nog een commerciële voltreffer die met vijf Césars werd bekroond.

#### Televisie
Léotard werkte regelmatig voor de televisie. Zo was hij onder meer te zien in (televisie)films van gereputeerde cineasten als Roger Vadim, Marco Ferreri, Yves Boisset en Sam Fuller.

#### Latere carrière
Na zijn commerciële topperiode schakelde Léotard geleidelijk over naar meer intimistisch geïnspireerde films. Vermeldenswaardige rollen waren nog zijn verschijningen in twee films van de Argentijnse regisseur Fernando Solanas die de Argentijnse militaire dictatuur als achtergrond hebben. Tangos, l'exil de Gardel (1985) schetste het leven van een groep Argentijnse bannelingen die een eerbetoon aan tangozanger en -componist Carlos Gardel proberen op poten te zetten. Sur (1988) voerde een vrijgekomen politieke gevangene op die verneemt hoe zijn landgenoten de dictatuur (niet) zijn doorgekomen.
In het historisch drama L'Œuvre au noir (1988), gebaseerd op de gelijknamige roman van Marguerite Yourcenar, vertolkte Léotard de neef van vrijdenker en dokter-alchimist Zeno, het hoofdpersonage.
Lelouch viste Léotard nog twee keer op: voor zijn tragikomedie Il y a des jours... et des lunes (1989) waarin hij hem bedacht met de rol van een zanger en voor zijn versie van Victor Hugo's beroemde roman Les Misérables (1995) waarin Léotard de gluiperige en scrupuleloze herbergier Thénardier belichaamde.
Depressieaanvallen, mateloze uitspattingen en wisselvallig gedrag deden Léotards gezondheid geen goed. Zijn gezicht gaf een nog vermoeider indruk dan voorheen en zijn stem werd nog meer schor. Vanaf de jaren negentig beïnvloedde dit alles zijn carrière. Léotard maakte minder films en als hij gecast werd was het meestal voor een bijrol.
Hij draaide zijn laatste film in 1997 en verdween daarna definitief van het scherm.

### Zangcarrière
In 1990 bracht hij À l'amour comme à la guerre uit. Deze eerste plaat met chansons werd meteen bekroond door de Académie Charles-Cros. In 1994 bracht hij met Philippe Léotard chante Léo Ferré hulde aan de het jaar daarvoor overleden chansonnier Léo Ferré. Na Je rêve que je dors (1996) volgde nog Demi-mots amers die een jaar voor zijn overlijden verscheen.

### Privéleven
Léotard hield er een ongezonde levenswandel op na: zijn aanhoudend alcoholisme en zijn cocaïneverslaving schaadden meer en meer zijn gezondheidstoestand. In 1995 werd hij zelfs veroordeeld voor drugshandel.
Hij trouwde eerst met de actrice Liliane Caulier. Ze kregen een zoon, Frédéric, die decorateur en schilder is, en een dochter, Laetitia. Het koppel ging uiteen in 1972 nadat Léotard de actrice Nathalie Baye had ontmoet. Baye en Léotard hadden een relatie tot 1982. In 1986 ontmoette Léotard Emmanuelle Guilbaud die hem een dochter gaf, Faustine.
Hij was de broer van de UDF-politicus en minister François Léotard.
Léotard overleed in 2001 op 60-jarige leeftijd aan respiratoire insufficiëntie.

## Filmografie (ruime selectie)
- 1970 - Domicile conjugal (François Truffaut)
- 1971 - Max et les ferrailleurs (Claude Sautet)
- 1971 - Les Deux Anglaises et le Continent (François Truffaut)
- 1972 - Rak (Charles Belmont)
- 1972 - Une belle fille comme moi (François Truffaut)
- 1972 - R.A.S. (Yves Boisset)
- 1972 - Le Franc-tireur (Jean-Max Causse)
- 1972 - Avoir vingt ans dans les Aurès (René Vautier)
- 1973 - The Day of the Jackal (Fred Zinnemann)
- 1973 - Kamouraska (Claude Jutra)
- 1974 - Le Milieu du monde (Alain Tanner)
- 1974 - Pas si méchant que ça (Claude Goretta)
- 1974 - La Gueule ouverte (Maurice Pialat)
- 1975 - Le Chat et la Souris (Claude Lelouch)
- 1975 - La Traque (Serge Leroy)
- 1975 - French Connection II (John Frankenheimer)
- 1976 - Le Bon et les Méchants (Claude Lelouch)
- 1976 - La Communion solennelle (René Féret)
- 1977 - Va voir maman, papa travaille (François Leterrier)
- 1977 - Le Juge Fayard dit Le Shériff (Yves Boisset)
- 1978 - Judith Therpauve (Patrice Chéreau)
- 1979 - La Mémoire courte (Eduardo de Gregorio)
- 1979 - L'Empreinte des géants (Robert Enrico)
- 1980 - Une semaine de vacances (Bertrand Tavernier)
- 1981 - Les babas cool (Quand tu seras débloqué, fais-moi signe!) (François Leterrier)
- 1982 - Le Choc (Robin Davis)
- 1982 - Mora (Léon Desclozeaux)
- 1982 - Hiver 60 (Thierry Michel)
- 1982 - Paradis pour tous (Alain Jessua)
- 1982 - La Balance (Bob Swaim)
- 1983 - La Pirate (Jacques Doillon)
- 1983 - Tchao Pantin (Claude Berri)
- 1984 - Les Fauves (Jean-Louis Daniel)
- 1984 - Femmes de personne (Christopher Frank)
- 1984 - Ni avec toi, ni sans toi (Alain Maline)
- 1984 - Adieu blaireau (Bob Decout)
- 1985 - Tangos, l'exil de Gardel (Fernando Solanas)
- 1985 - Rouge-gorge (Pierre Zucca)
- 1986 - L'État de grâce (Jacques Rouffio)
- 1986 - Le Paltoquet (Michel Deville)
- 1987 - Jane B. par Agnès V. (Agnès Varda)
- 1987 - Si le soleil ne revenait pas (Claude Goretta)
- 1988 - L'Œuvre au noir (André Delvaux)
- 1988 - La Couleur du vent (Pierre Granier-Deferre)
- 1988 - Sur (Fernando Solanas)
- 1989 - Il y a des jours... et des lunes (Claude Lelouch)
- 1991 - La Carne (Marco Ferreri)
- 1991 - Ville à vendre (Jean-Pierre Mocky)
- 1994 - Élisa (Jean Becker)
- 1995 - Les Misérables (Claude Lelouch)

## Prijzen en nominaties

### Prijs
- 1983 - La Balance: César voor beste acteur

### Nominatie
- 1978 - Le Juge Fayard dit Le Shériff: César voor beste mannelijke bijrol

## Discografie
- 1990 - À l'amour comme à la guerre
- 1994 - Philippe Léotard chante Léo Ferré
- 1996 - Je rêve que je dors
- 2000 - Demi-mots amers